# Georgij Schirtladze
Georgij Sergeevič Schirtladze (in russo Георгий Сергеевич Схиртладзе?, in georgiano გიორგი სხირტლაძე?, Giorgi Skhirt'ladze; 9 novembre 1932 – 25 marzo 2008) è stato un lottatore sovietico, dal 1991 georgiano, specializzato nella lotta libera.

## Palmarès

### Olimpiadi
- 2 medaglie:
  - 1 argento (Roma 1960 nei pesi medi)
  - 1 bronzo (Melbourne 1956 nei pesi medi)